# Hispano-Amerika
| 50% | 20% | 5% |
| 30% | 10% | 2% |

50%
20%
5%
30%
10%
2%

Hispán-Amerika vagy Spanyol-Amerika (spanyolul Hispanoamérica vagy América Hispana) az Amerikai Kontinens spanyol nyelvű országainak nem földrajzi alapú összefoglaló elnevezése. (Nem keverendő Latin-Amerikával, amelybe beletartozik a portugál nyelvű Brazília, valamint a francia nyelvű Francia-Guyana is, és Ibér-Amerikával sem, aminek viszont Spanyolország és Portugália is része)
Magában foglalja a következő országokat:
- Észak-Amerikában:
  - Mexikó
- Közép-Amerikában:
  - Costa Rica
  - a Dominikai Köztársaság
  - El Salvador
  - Guatemala
  - Honduras
  - Kuba
  - Nicaragua
  - az Amerikai Egyesült Államokhoz tartozó Puerto Rico
  - Panama
- Dél-Amerikában:
  - Argentína
  - Bolívia
  - Chile
  - Ecuador
  - Kolumbia
  - Paraguay
  - Peru
  - Uruguay
  - Venezuela

Mindegyik országban a hivatalos és az államnyelv a spanyol, ezenkívül Bolíviában és Peruban hivatalosak még a kecsua és az ajmara indián nyelvek is.